# سان فيثينتي دي أريفالو
بلدية سان فيثينتي دي أريفالو (بالإسبانية: San Vicente de Arévalo) هي بلدية تقع في مقاطعة آبلة التابعة لمنطقة قشتالة وليون وسط إسبانيا.

## الديموغرافيا
بلغ عدد سكان بلدية سان فيثينتي دي أريفالو 199 نسمة عام 2011 (وفقاً للمعهد الوطني للإحصاء الإسباني).
| 233 | 227 | 228 | 225 | 214 | 207 | 199 |